# Realisme cinematogràfic
El realisme cinematogràfic és una tendència del cinema, emmarcat en el moviment artístic del realisme caracteritzat per la representació d'una realitat lliure d'alteracions i amb un profund interès per la figura de l'home i la naturalesa d'aquest, que té els seus orígens a França a meitats del segle XIX com a reacció al romanticisme, i normalment és tintat d'una forta crítica a la societat, representant problemes reals d'aquesta a través de personatges marginals o minories.

## Història

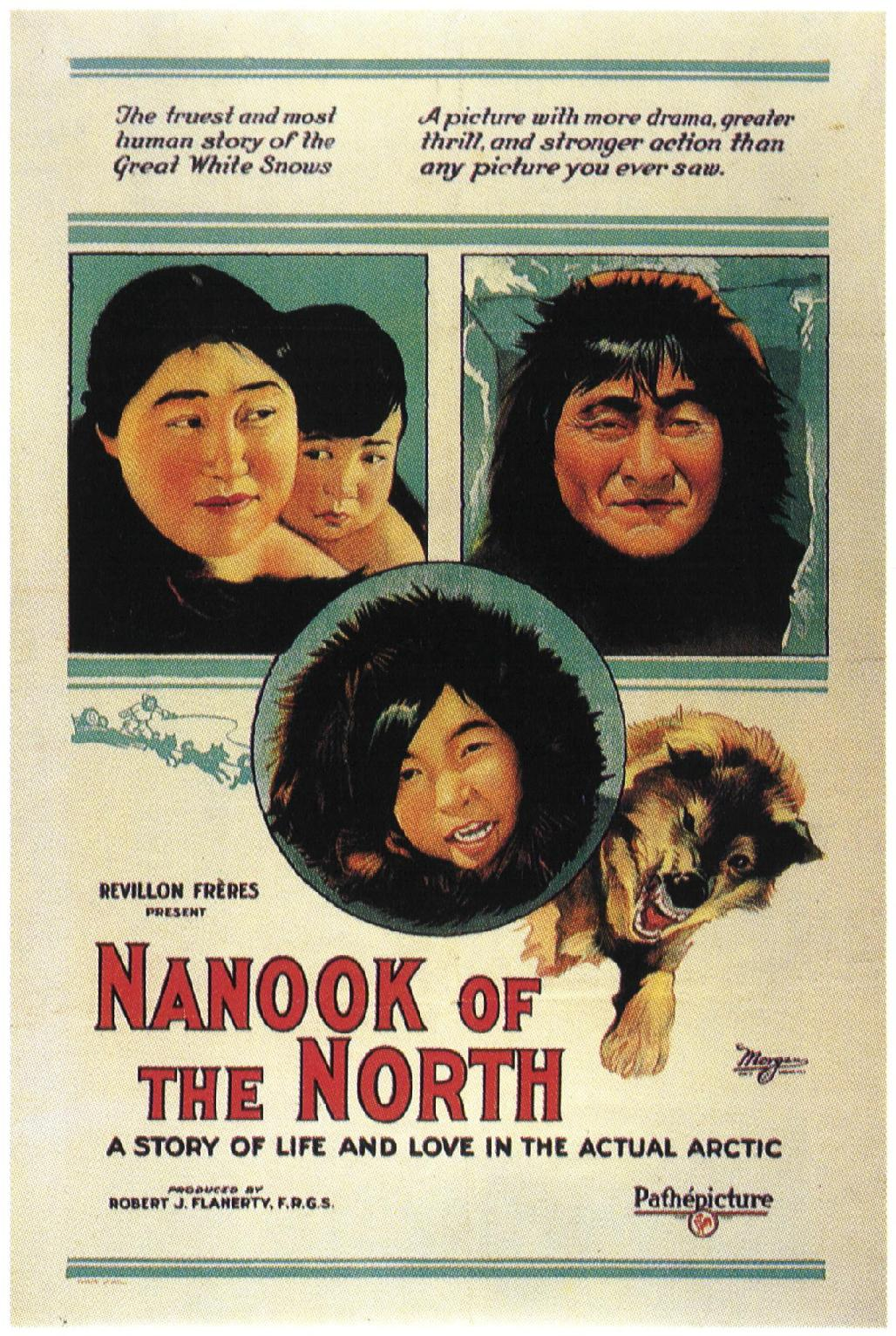
Nanuk, el esquimal. Robert Flaherty (1922)

El realisme al cinema apareix pràcticament als seus orígens. Amb les pel·lícules dels germans Lumière s'observen elements realistes que capturen involuntàriament i amb un objectiu molt diferent a la tendència artística que definiria a molts directors anys més tard. Posteriorment, en treballs de directors com D. W. Griffith o Lois Weber a la dècada del 1910 s'observen elements considerats realistes, com per exemple la profunditat de camp de Griffith o el tractament de la figura humana en Weber. Tot i això, no va ser fins a la dècada de 1920 amb les pel·lícules documentalistes de Robert Flaherty que el realisme va començar a fer-se un nom en la indústria audiovisual representat a través de diferents tècniques, elements i objectius. Nanook of the North (Nanuk, el esquimal) de 1922 de Flaherty, és considerada la primera pel·lícula realista en tant les seves característiques de documental i la voluntat del director en la captació del temps mort.

## Moviments dins el realisme cinematogràfic
Dins el realisme trobem diferents moviments que defineixen les dècades de la història del cinema.

### Realisme a Hollywood
Tot i ser considerat estrictament clàssic, el Hollywood de la dècada dels 20 i els 30 mostra trets realistes de la mà de directors com Josef von Sternberg, King Vidor, Erich Von Stroheim o fins i tot Fritz Lang en certes ocasions. Aquests són alguns exemples de realitzadors que van trencar amb els cànons del Hollywood clàssic (per exemple, la transparència narrativa o la versemblança), mostrant una curiositat insaciable per la representació de la realitat.
És en pel·lícules com Marruecos (1930) de Sternberg on observem elements tan realistes com ho és la captació d'espais temporals buits, on no hi passa res. King Vidor i la seva voluntat de trencar amb la transparència en els finals de les seves pel·lícules com passa a Duelo al Sol (1946), on revel·la l'artifici del muntatge, fent veure a l'espectador que tot el que ha vist és fals. Algunes de les obres de Fritz Lang com ho és Grapes of Wrath (1940) en la que es fa una crítica social en una brutal representació de la pobresa

### Realisme poètic francès
Amb el Crac del 29 i l'arribada de la Gran Depressió, es va estendre una crisi econòmica internacional al llarg de la dècada del 1930, fent que sorgís a França un moviment cinematogràfic realista-nacionalista. La necessitat de transmetre la situació de desesperació que cohabitava amb la societat de l'època va desembocar en l'obra de directors com Marcel Carné, Julien Duvivier, Jean Vigo o Jean Renoir. El realisme poètic francès era basat en l'exaltació de la quotidianitat i la cultura francesa i amb personatges principals desesperats i aparentment fracassats que buscaven una sortida d'una vida que no els feia feliços.
Observem dues corrents dins el realisme poètic francès: 

#### Realisme Negre
(Carné, Duvivier)
La història és tintada d'un pessimisme fosc i on la realitat es troba en el contingut. L'atmosfera recorda a l'expressionisme alemany (forts contrastos, foscos, ombres), i consta d'una narració més aviat clàssica (donant importància a la trama per sobre de tot). El sentiment es de decadència d'una societat sumida en una crisi i de la que no es veu sortida.
Algunes pel·lícules d'exemple són El Muelle de las Brumas (1938), de Carné, o Pépé le Moko (1937), de Duvivier.

#### Realisme Neoimpressionista
Les pel·lícules realistes neoimpressionistes son brutals crítiques a la societat tintades d'una burla constant. En un to satíric i a través de metàfores es desenvolupa una trama de narració dispersa i sovint confosa i vitalista. El realisme en aquestes pel·lícules es troba en la forma, sobretot en elements tècnics com la profunditat de camp, l'espai, el temps, etc., com bé podem observar a La Règle du jeu (1938) de Renoir, o L'Atalante (1934), de Vigo.

### Neorrealisme Italià
El cinema de Jean Renoir especialment va influenciar enormement aquest moviment que va sorgit a Itàlia després de la Segona Guerra Mundial i que va portar el concepte de “realisme” a un nou extrem. En el neorealisme italià s'intenta transmetre la quotidianitat del poble obrer, i les situacions que sobretot les classes baixes encaren, així com una documentació de la misèria.
Alguns dels màxims representants són Roberto Rossellini, Luchino Visconti i Vittorio de Sica, amb pel·lícules com UmbertoD (1952), Roma città aperta (1945) o El lladre de bicicletes (1948).
El neorrealisme italià es caracteritza per l'ús dels espais naturals i actors no professionals (Influència de Toni (1934), de Renoir), i la visibilització de la situació quotidiana de la classe obrera en la societat post-guerra italiana.
Posteriorment tindrà un gran impacte en el cinema espanyol.

## Elements realistes en el cinema
El cinema realista es caracteritza per una sèrie d'elements tant a nivell tècnic com a nivell de contingut.

### Elements tècnics
Els elements tècnics són aquells en relació amb la planificació i producció de la imatge.

#### Profunditat de camp

Profunditat de camp a Ciutadà Kane (1941)

Ja desde les pel·lícules primitives dels germans Lumière podem observar la profunditat de camp, consistent en enfocar tota la imatge nítidament, tant els elements en primer terme com els que es troben al fons. Aquest recurs cinematogràfic obliga a l'espectador a parar atenció a la imatge en general i no únicament a un sol element. També gràcies a la profunditat de camp es crea un moviment en l'enquadrament sense la necessitat de moure la càmera. Aquesta tècnica ha sigut utilitzada des dels inicis del cinema, però va ser amb l'auge del realisme que va ser potenciada al màxim.
Una de les pel·lícules més conegudes per l'excel·lent ús de la profunditat de camp és Ciutadà Kane (1941), d'Orson Welles, on el director unifica tots els elements de la imatge donant la mateixa importància a tots ells. La profunditat de camp en el cinema de Welles va ser extremadament influenciada pel mestre del realisme, Jean Renoir.

#### Espais naturals
La importància de la natura en el cinema realista es deu a una forta influència impressionista, moviment caracteritzat per l'amor a la natura i la importància de la llum. Sobretot en el cinema neorealista italià observem la passió pels espais naturals en reacció a l'artificialitat del decorat del Hollywood clàssic. També en el realisme poètic francès elements naturals com l'aigua cobren una espectacular importància simbòlica en la trama.

#### Travellings
El travelling és un moviment de càmera en el que aquesta es desplaça des d'un eix fins a un altre, creant dinamisme i que permet esborrar la formalitat artificial del cinema, és a dir, incrementa el realisme d'una escena?
Va ser F.W. Murnau, director de terror a la dècada dels 20 a Alemanya qui va popularitzar aquesta tècnica.

### Elements abstractes
A nivell de contingut, els elements que caracteritzen el cinema realista són els següents.

#### Personatges marginals
En el cinema realista acostumem a trobar personatges socialment marginats, desagradables: Rodamons, prostitutes, minories, etc. Sovint els personatges principals són part d'aquestes minories, com per exemple, Boudu a Boudu Sauvé des Eaux (1932), de Renoir, on el personatge principal és un rodamons. També és comú veure la figurs de l'home en específic representada com una ànima fracassada, pessimista, infeliç, que busca una sortida de la vida que porta i que odia.

#### Quotidianitat
És indispensable la representació de les petites coses del dia a dia. Als directors realistes els interessa captar els detalls que conformen la més quotidiana perfecció, trobant la veritable bellesa de la naturalesa de l'ésser humà en la més simple acció.

#### Crítiques socials
Les pel·lícules realistes són inundades en profunds valors morals, sovint brutals crítiques a la societat, la burgesia i les classes altes en general, i tractant temes com ho és la immigració, l'explotació laboral, la misèria, racisme i fins i tot les qüestions de gènere.
Aquest element recorda a les comèdies de Charles Chaplin, que darrera del to satíric amagava una forta condemna a una societat capitalista i patriarcal.

#### Figura de la dona
Si bé no podem afirmar que tots els directors realistes representen a la figura femenina en una visió progressiva, sí que observem l'arquetip de femme fatale en moltes pel·lícules realistes. Fritz Lang, Jean Renoir o Jean Vigo—entre altres— acostumaven a donae una forta personalitat en les figures femenines a les seves pel·lícules. L'arquetip de “dona gata” és recurrent en la història del cinema realista, caracteritzada per un fort caràcter liberal, i sovint una traïció cap al personatge principal. És l'estil que recorda a les flappers de la dècada dels 20, dones modernes que portaven el cabell curt, pantalons, mini vestits, fumaven i ballaven provocativament.
La figura de la femme fatale es popularitzaria en el cinema negre de la dècada dels 40 amb interpretacions com la de Rita Hayworth a Gilda (1946).